# Kloosia dorsenna
Kloosia dorsenna är en tvåvingeart som beskrevs av Ole Anton Saether 1983. Kloosia dorsenna ingår i släktet Kloosia och familjen fjädermyggor.
Artens utbredningsområde är South Carolina. Inga underarter finns listade i Catalogue of Life.